# Madame Monsieur
Madame Monsieur francia duó.
Az együttes képviselte Franciaországot a 2018-as Eurovíziós Dalfesztiválon, Lisszabonban, a Mercy című dallal. A május 12-én megtartott fináléban 173 pontot értek el, így a 13. helyen végeztek

## Tagok
- Émilie Satt
- Jean-Karl Lucas

## Diszkográfia

### Nagylemezek
- 2009: Émilie Satt, 01
- 2013: V for Vertigo, V for Vertigo
- 2013: Madame Monsieur, Malibu EP
- 2016: Madame Monsieur, Tandem

### Kislemezek
- 2015: You make me smile
- 2016: Égérie
- 2016: See ya feat. S.Pri Noir
- 2016: Morts ou vifs feat. Jok'Air und Ibrahim Maalouf
- 2016: Partir
- 2016: Tournera feat. Youssoupha
- 2018: Mercy

## Fordítás
- Ez a szócikk részben vagy egészben  a   Madame Monsieur című német Wikipédia-szócikk fordításán alapul.  Az eredeti cikk szerkesztőit annak laptörténete sorolja fel. Ez a jelzés csupán a megfogalmazás eredetét és a szerzői jogokat jelzi, nem szolgál a cikkben szereplő információk forrásmegjelöléseként.